# Karol Świderski
Karol Grzegorz Świderski (Rawicz, 23 januari 1997) is een Pools voetballer die doorgaans speelt als spits. In januari 2025 verruilde hij Charlotte voor Panathinaikos. Świderski maakte in 2021 zijn debuut in het Pools voetbalelftal.

## Clubcarrière
Świderski speelde in de jeugd van Rawia Rawicz en SMS Łódź, alvorens hij in 2014 terechtkwam bij Jagiellonia Białystok. Hier speelde hij zijn eerste professionele wedstrijd op 23 augustus 2014, toen in de Ekstraklasa met 1–3 verloren werd van Śląsk Wrocław. Świserski moest als reservespeler aan het duel beginnen en hij mocht van coach Michał Probierz in de blessuretijd van de tweede helft invallen.
In januari 2019 werd de aanvaller voor een bedrag van circa twee miljoen euro overgenomen door PAOK Saloniki, waar hij zijn handtekening zette onder een verbintenis voor de duur van drieënhalf jaar. In zijn eerste halve jaar bij de Griekse club won Świderski zowel het landskampioenschap als het bekertoernooi. De Pool verlengde zijn contract bij PAOK aan het einde van het seizoen 2020/21 tot medio 2024.
Drie jaar na zijn komst naar Griekenland werd Świderski voor circa vierenhalf miljoen euro overgenomen door Charlotte, dat hem voor vier jaar vastlegde, met een optie op een jaar extra. Zijn eerste twee Amerikaanse jaren leverden respectievelijk tien en twaalf competitietreffers op. Świderski werd in februari 2024 op huurbasis overgenomen door Hellas Verona, met een optie tot koop. Deze optie werd niet gelicht en na de verhuurperiode speelde de Pool nog een half seizoen voor Charlotte, voor Panathinaikos hem terughaalde naar Griekenland.

## Clubstatistieken
| Seizoen | Club                  | Competitie          | Competitie | Competitie | Beker | Beker | Internationaal | Internationaal | Totaal | Totaal |
| Seizoen | Club                  | Competitie          | Wed.       | Dlp.       | Wed.  | Dlp.  | Wed.           | Dlp.           | Wed.   | Dlp.   |
| ------- | --------------------- | ------------------- | ---------- | ---------- | ----- | ----- | -------------- | -------------- | ------ | ------ |
| 2014/15 | Jagiellonia Białystok | Ekstraklasa         | 7          | 1          | 0     | 0     | —              | —              | 7      | 1      |
| 2015/16 | Jagiellonia Białystok | Ekstraklasa         | 31         | 4          | 1     | 1     | 4              | 2              | 36     | 7      |
| 2016/17 | Jagiellonia Białystok | Ekstraklasa         | 26         | 2          | 2     | 1     | —              | —              | 28     | 3      |
| 2017/18 | Jagiellonia Białystok | Ekstraklasa         | 32         | 5          | 1     | 0     | 1              | 0              | 34     | 5      |
| 2018/19 | Jagiellonia Białystok | Ekstraklasa         | 17         | 8          | 3     | 1     | 3              | 0              | 23     | 9      |
| 2018/19 | PAOK Saloniki         | Super League        | 11         | 4          | 4     | 2     | —              | —              | 15     | 6      |
| 2019/20 | PAOK Saloniki         | Super League        | 34         | 11         | 4     | 2     | 3              | 1              | 41     | 14     |
| 2020/21 | PAOK Saloniki         | Super League        | 35         | 11         | 4     | 0     | 9              | 0              | 48     | 11     |
| 2021/22 | PAOK Saloniki         | Super League        | 16         | 4          | 3     | 0     | 10             | 0              | 29     | 4      |
| 2022    | Charlotte             | Major League Soccer | 30         | 10         | 0     | 0     | —              | —              | 30     | 10     |
| 2023    | Charlotte             | Major League Soccer | 32         | 12         | 3     | 1     | 5              | 2              | 40     | 15     |
| 2023/24 | → Hellas Verona       | Serie A             | 15         | 2          | 0     | 0     | —              | —              | 15     | 2      |
| 2024    | Charlotte             | Major League Soccer | 13         | 7          | 0     | 0     | 2              | 0              | 15     | 7      |
| 2024/25 | Panathinaikos         | Super League        | 5          | 1          | 1     | 0     | 4              | 1              | 10     | 2      |
| Totaal  | Totaal                | Totaal              | 304        | 76         | 26    | 8     | 41             | 6              | 379    | 96     |

Bijgewerkt op 25 maart 2025.

## Interlandcarrière
Świderski maakte zijn debuut in het Pools voetbalelftal op 28 maart 2021, toen een kwalificatiewedstrijd voor het WK 2022 gespeeld werd tegen Andorra. Hij moest van bondscoach Paulo Sousa op de reservebank beginnen en hij viel achttien minuten na rust in voor de geblesseerd geraakte Robert Lewandowski, die tweemaal had gescoord. Świderski zou vervolgens de derde en laatste treffer van de wedstrijd voor zijn rekening nemen. De andere Poolse debutanten dit duel waren Kamil Piątkowski (Raków Częstochowa) en Kacper Kozłowski (Pogoń Szczecin). Świderski werd in mei 2021 door Sousa opgenomen in de selectie voor het uitgestelde EK 2020. Op dit toernooi werd Polen uitgeschakeld in de groepsfase, na nederlagen tegen Slowakije (1–2) en Zweden (3–2) en een gelijkspel tegen Spanje (1–1). Świderski speelde in alle drie de wedstrijden mee. Zijn toenmalige teamgenoot Michael Krmenčík (Tsjechië) was ook actief op het EK.
In oktober 2022 werd Świderski door bondscoach Czesław Michniewicz opgenomen in de Poolse voorselectie voor het WK 2022. Drie weken later werd hij ook opgenomen in de definitieve selectie. Tijdens dit WK werd Polen door Frankrijk uitgeschakeld in de achtste finales nadat in de groepsfase was gelijkgespeeld tegen Mexico, gewonnen van Saoedi-Arabië en verloren van Argentinië. Świderski kwam alleen tegen Argentinië in actie.
Świderski werd in mei 2024 door bondscoach Michał Probierz opgenomen in de voorselectie van Polen voor het EK 2024 in Duisland. Polen werd in de groepsfase uitgeschakeld na nederlagen tegen Nederland (1–2) en Oostenrijk (1–3) en een gelijkspel tegen Frankrijk (1–1). Świderski kwam op het EK in alle duels in actie. Zijn toenmalige clubgenoten Michael Folorunsho (Italië), Paweł Dawidowicz (eveneens Polen), Tomáš Suslov en Ondrej Duda (beiden Slowakije) waren ook actief op het toernooi.
| Interlands van Karol Świderski voor Polen | Interlands van Karol Świderski voor Polen | Interlands van Karol Świderski voor Polen | Interlands van Karol Świderski voor Polen | Interlands van Karol Świderski voor Polen | Interlands van Karol Świderski voor Polen |
| №                                         | Datum                                     | Wedstrijd                                 | Uitslag                                   | Competitie                                | Goals                                     |
| Als speler bij PAOK Saloniki              | Als speler bij PAOK Saloniki              | Als speler bij PAOK Saloniki              | Als speler bij PAOK Saloniki              | Als speler bij PAOK Saloniki              | Als speler bij PAOK Saloniki              |
| ----------------------------------------- | ----------------------------------------- | ----------------------------------------- | ----------------------------------------- | ----------------------------------------- | ----------------------------------------- |
| 1                                         | 28 maart 2021                             | Polen – Andorra                           | 3 – 0                                     | WK 2022 kwalificatie                      | 88'                                       |
| 2                                         | 31 maart 2021                             | Engeland – Polen                          | 2 – 1                                     | WK 2022 kwalificatie                      |                                           |
| 3                                         | 1 juni 2021                               | Polen – Rusland                           | 1 – 1                                     | Vriendschappelijk                         |                                           |
| 4                                         | 8 juni 2021                               | Polen – IJsland                           | 2 – 2                                     | Vriendschappelijk                         | 88'                                       |
| 5                                         | 14 juni 2021                              | Polen – Slowakije                         | 1 – 2                                     | EK 2020                                   |                                           |
| 6                                         | 19 juni 2021                              | Spanje – Polen                            | 1 – 1                                     | EK 2020                                   |                                           |
| 7                                         | 23 juni 2021                              | Zweden – Polen                            | 3 – 2                                     | EK 2020                                   |                                           |
| 8                                         | 2 september 2021                          | Polen – Albanië                           | 4 – 1                                     | WK 2022 kwalificatie                      |                                           |
| 9                                         | 5 september 2021                          | San Marino – Polen                        | 1 – 7                                     | WK 2022 kwalificatie                      | 16'                                       |
| 10                                        | 8 september 2021                          | Polen – Engeland                          | 1 – 1                                     | WK 2022 kwalificatie                      |                                           |
| 11                                        | 9 oktober 2021                            | Polen – San Marino                        | 5 – 0                                     | WK 2022 kwalificatie                      | 10'                                       |
| 12                                        | 12 oktober 2021                           | Albanië – Polen                           | 0 – 1                                     | WK 2022 kwalificatie                      | 77'                                       |
| 13                                        | 12 november 2021                          | Andorra – Polen                           | 1 – 4                                     | WK 2022 kwalificatie                      |                                           |
| 14                                        | 15 november 2021                          | Polen – Hongarije                         | 1 – 2                                     | WK 2022 kwalificatie                      | 61'                                       |
| Als speler bij Charlotte                  |                                           |                                           |                                           |                                           |                                           |
| 15                                        | 1 juni 2022                               | Polen – Wales                             | 2 – 1                                     | Nations League 2022/23                    | 85'                                       |
| 16                                        | 14 juni 2022                              | Polen – België                            | 0 – 1                                     | Nations League 2022/23                    |                                           |
| 17                                        | 25 september 2022                         | Wales – Polen                             | 0 – 1                                     | Nations League 2022/23                    | 57'                                       |
| 18                                        | 16 november 2022                          | Polen – Chili                             | 1 – 0                                     | Vriendschappelijk                         |                                           |
| 19                                        | 30 november 2022                          | Polen – Argentinië                        | 0 – 2                                     | WK 2022                                   |                                           |
| 20                                        | 24 maart 2023                             | Tsjechië – Polen                          | 3 – 1                                     | EK 2024 kwalificatie                      |                                           |
| 21                                        | 27 maart 2023                             | Polen – Albanië                           | 1 – 0                                     | EK 2024 kwalificatie                      | 41'                                       |
| 22                                        | 20 juni 2023                              | Moldavië – Polen                          | 3 – 2                                     | EK 2024 kwalificatie                      |                                           |
| 23                                        | 7 september 2023                          | Polen – Faeröer                           | 2 – 0                                     | EK 2024 kwalificatie                      |                                           |
| 24                                        | 10 september 2023                         | Albanië – Polen                           | 2 – 0                                     | EK 2024 kwalificatie                      |                                           |
| 25                                        | 12 oktober 2023                           | Faeröer – Polen                           | 0 – 2                                     | EK 2024 kwalificatie                      |                                           |
| 26                                        | 15 oktober 2023                           | Polen – Moldavië                          | 1 – 1                                     | EK 2024 kwalificatie                      | 53'                                       |
| 27                                        | 17 november 2023                          | Polen – Tsjechië                          | 1 – 1                                     | EK 2024 kwalificatie                      |                                           |
| 28                                        | 21 november 2023                          | Polen – Letland                           | 2 – 0                                     | Vriendschappelijk                         |                                           |
| Als speler bij Hellas Verona              |                                           |                                           |                                           |                                           |                                           |
| 29                                        | 21 maart 2024                             | Polen – Estland                           | 5 – 1                                     | EK 2024 kwalificatie                      |                                           |
| 30                                        | 26 maart 2024                             | Wales – Polen                             | 0 – 0 (4 – 5 n.s.)                        | EK 2024 kwalificatie                      |                                           |
| 31                                        | 10 juni 2024                              | Polen – Turkije                           | 2 – 1                                     | Vriendschappelijk                         | 12'                                       |
| 32                                        | 16 juni 2024                              | Polen – Nederland                         | 1 – 2                                     | EK 2024                                   |                                           |
| 33                                        | 21 juni 2024                              | Polen – Oostenrijk                        | 1 – 3                                     | EK 2024                                   |                                           |
| 34                                        | 25 juni 2024                              | Frankrijk – Polen                         | 1 – 1                                     | EK 2024                                   |                                           |
| Als speler bij Charlotte                  |                                           |                                           |                                           |                                           |                                           |
| 35                                        | 8 september 2024                          | Kroatië – Polen                           | 1 – 0                                     | Nations League 2024/25                    |                                           |
| 36                                        | 12 oktober 2024                           | Polen – Portugal                          | 1 – 3                                     | Nations League 2024/25                    |                                           |
| 37                                        | 15 oktober 2024                           | Polen – Kroatië                           | 3 – 3                                     | Nations League 2024/25                    |                                           |
| 38                                        | 18 november 2024                          | Polen – Schotland                         | 1 – 2                                     | Nations League 2024/25                    |                                           |
| Als speler bij Panathinaikos              |                                           |                                           |                                           |                                           |                                           |
| 39                                        | 21 maart 2025                             | Polen – Litouwen                          | 1 – 0                                     | WK 2026 kwalificatie                      |                                           |
| 40                                        | 24 maart 2025                             | Polen – Malta                             | 2 – 0                                     | WK 2026 kwalificatie                      | 27' 51'                                   |

Bijgewerkt op 25 maart 2025.

## Erelijst
| Super League        | 1 | 2018/19          |
| Elládos Podosfairou | 2 | 2018/19, 2020/21 |